# Phacodes solandri
Phacodes solandri är en skalbaggsart som först beskrevs av Macleay 1826.  Phacodes solandri ingår i släktet Phacodes och familjen långhorningar. Inga underarter finns listade i Catalogue of Life.